# Wyżyna Olkuska

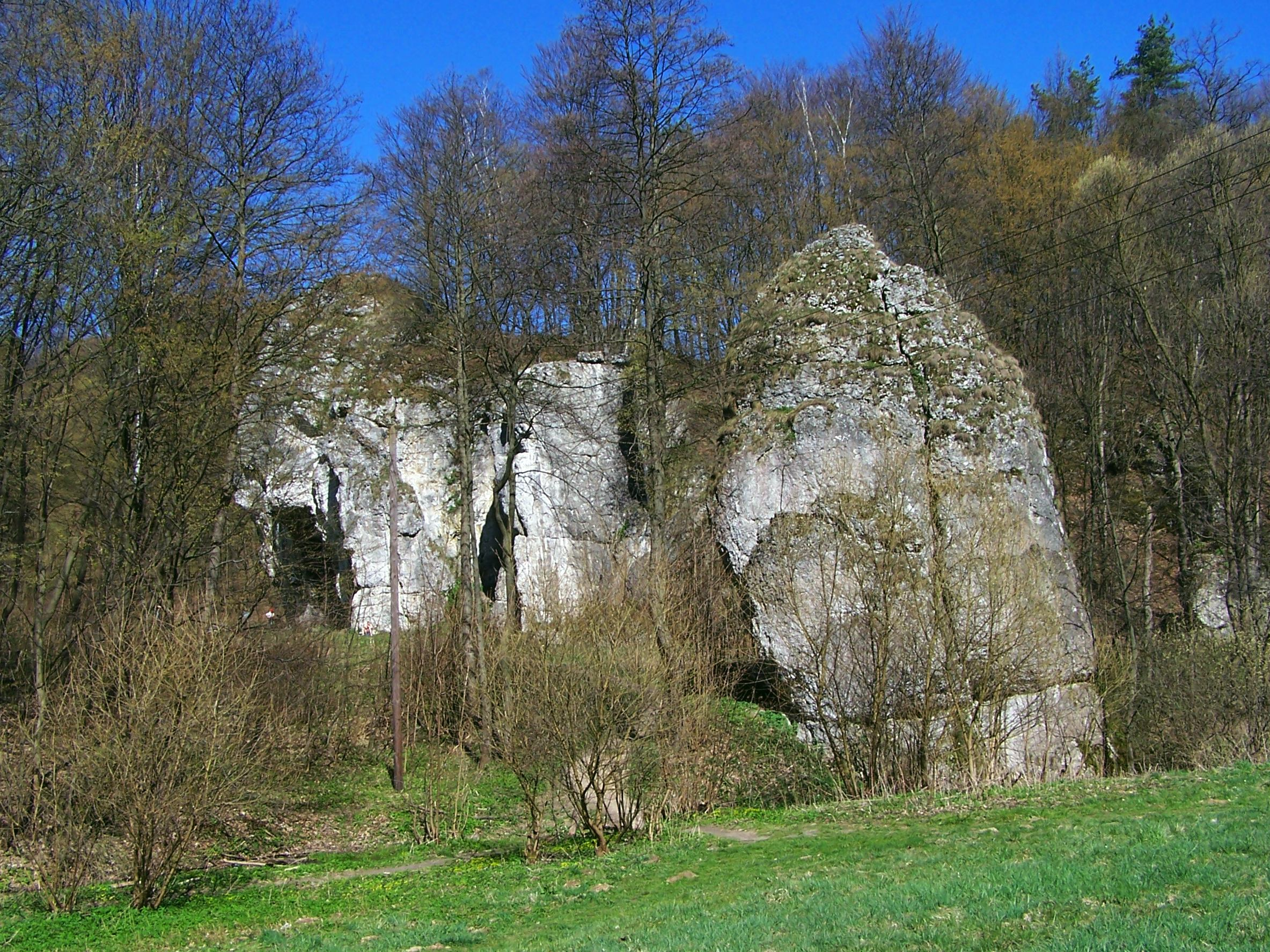
Skały w Dolinie Będkowskiej

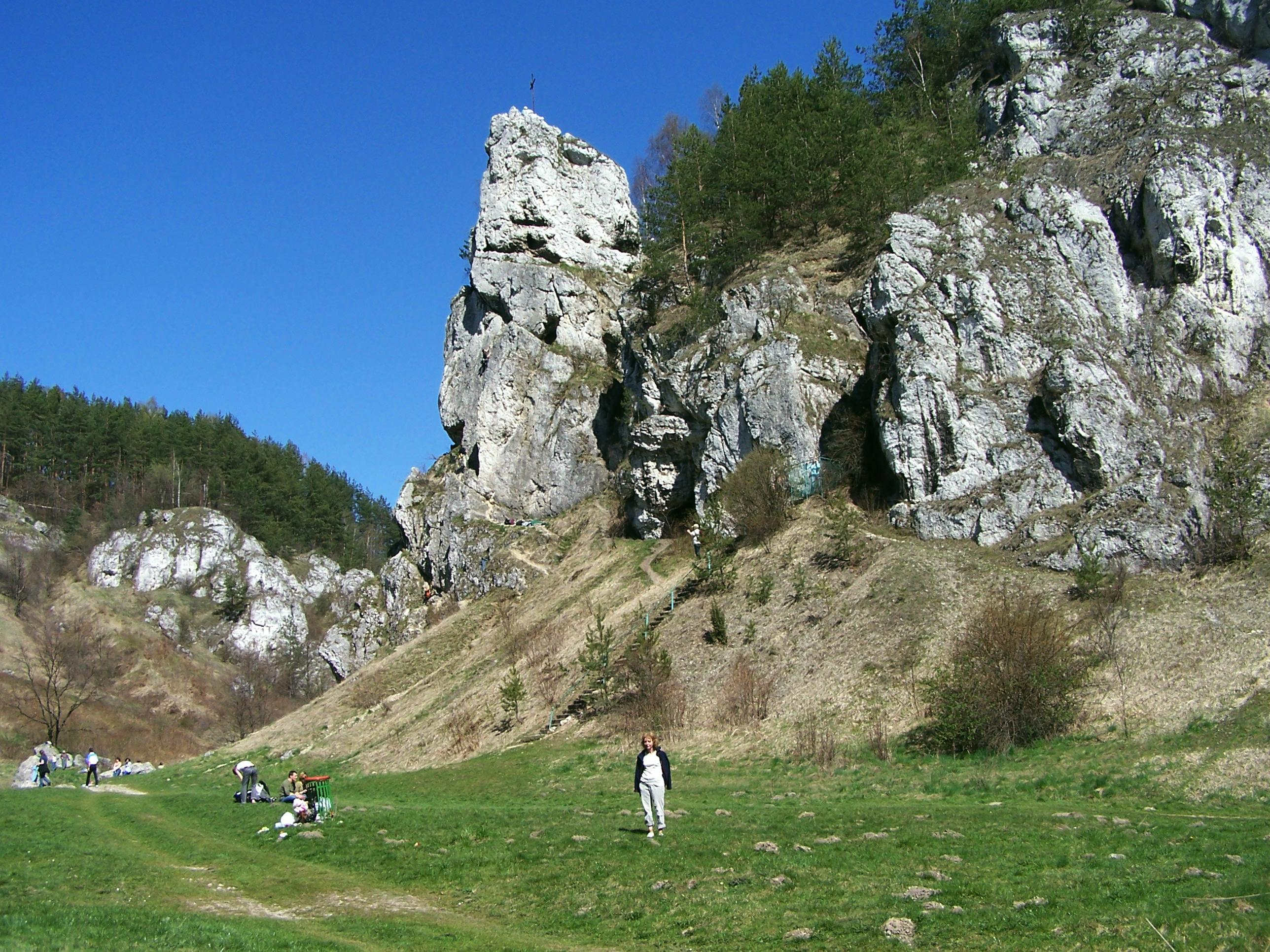
Dolina Kobylańska

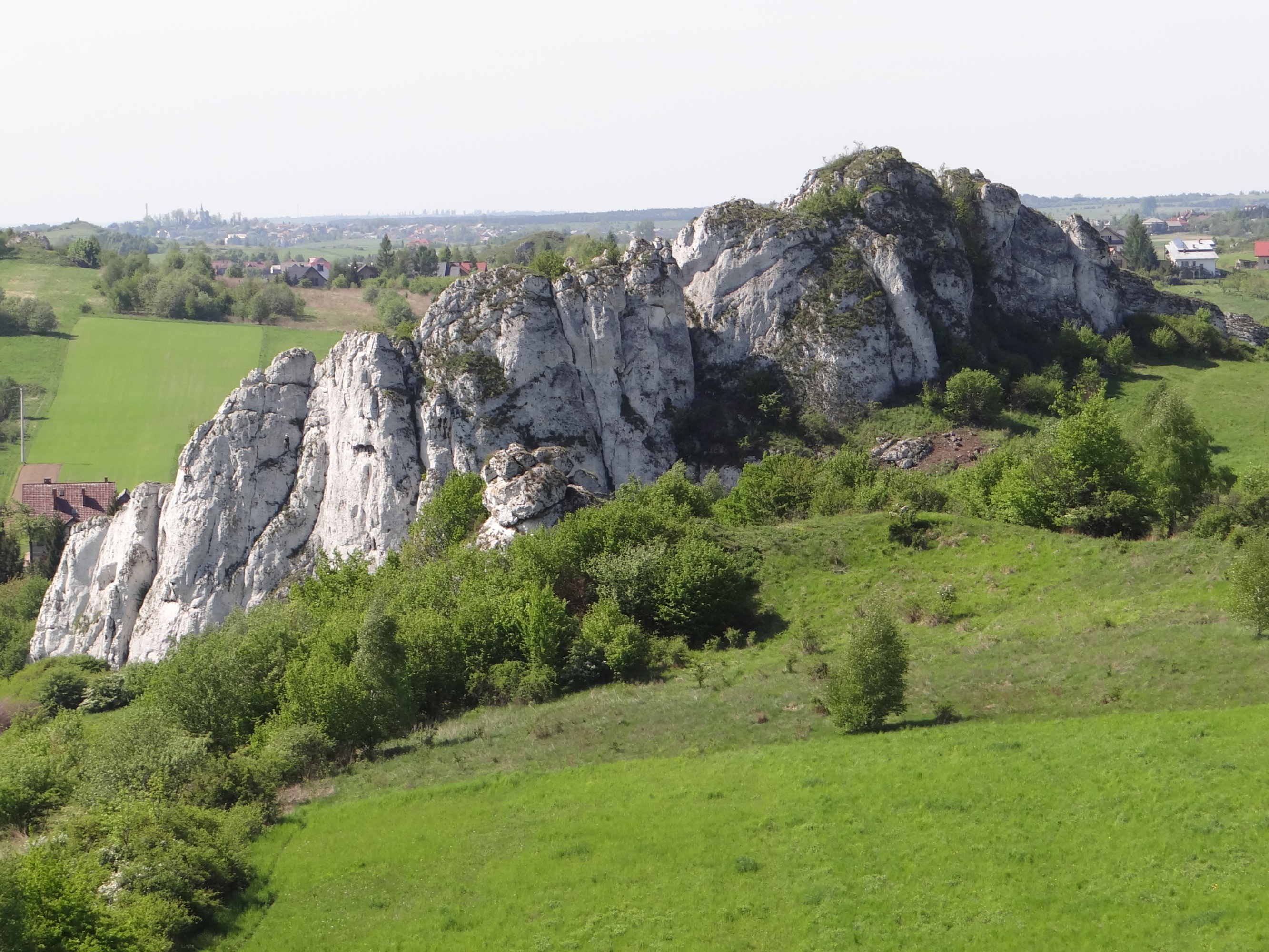
Łysa – jeden z ostańców

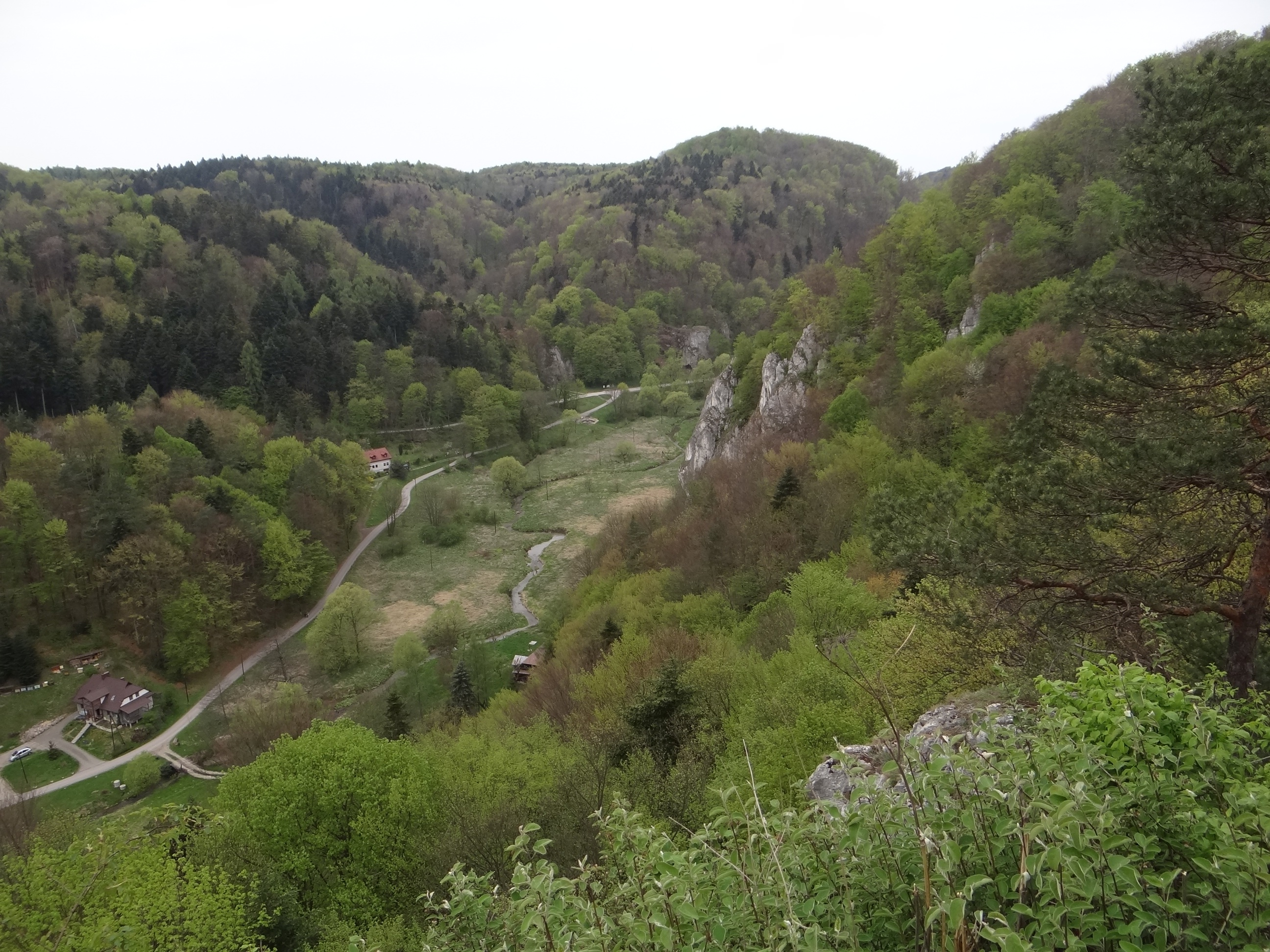
Dolina Prądnika

Wyżyna Olkuska (341.32) – część Wyżyny Krakowsko-Częstochowskiej, leżąca pomiędzy obniżeniem Białej Przemszy i Szreniawy w Bramie Wolbromskiej na północy a Rowem Krzeszowickim na południu. Wschodnią granicę stanowi dolina Dłubni, natomiast zachodnia przebiega nieregularnie kuestą między Olkuszem i Trzebinią.

## Podział i nazewnictwo
Ma powierzchnię około 820 km². W niektórych publikacjach nazywana jest Wyżyną Krakowską i stąd pochodzi nazwa jednostki wyższego rzędu – Wyżyny Krakowsko-Częstochowskiej. Jednak w oficjalnym nazewnictwie w 1991 r. przyjęto nazwę Wyżyna Olkuska.
Zdzisław Czeppe podzielił Wyżynę Olkuską na 3 mikroregiony: Grzędy Olkuskie, Płaskowyż Sułoszowej i Skały, Doliny Podkrakowskie. Według J. Kondrackiego niektóre z tych nazw są niezbyt udane i proponuje on w swojej klasyfikacji dziesiętnej podział na następujące mikroregiony:
- Wzgórza Rabsztyńskie (341.321),
- Płaskowyż Sułoszowski (341.322),
- Wyżyna Ojcowska (341.323)[1].

## Geologia i geomorfologia
Wyżyna znajduje się na wysokości 250–512,8 m n.p.m. Najwyższym wzniesieniem jest ostaniec o nazwie Skałka (Grodzisko, 512,8 m) na terenie Jerzmanowic, ponad górną częścią Doliny Będkowskiej. Jest to drugie pod względem wysokości wzniesienie na Wyżynie Krakowsko-Częstochowskiej. Większa część obszaru Wyżyny Olkuskiej znajduje się na wysokości około 400 m, a różnice wysokości w stosunku do doliny Wisły pod Krakowem i do Rowu Krzeszowickiego nie przekraczają 200 m.
Wyżyna zbudowana jest z wapieni jurajskich ze znacznie rozwiniętymi zjawiskami krasowymi. Powierzchnia jest lekko falista i pokryta znaczną warstwą lessów z licznymi ostańcami szczególnie w północnej części. Z form krasowych występują na niej liczne jaskinie i schroniska, a także mogoty, wywierzyska, doliny krasowe – wąwozy i jary, których dnem płyną potoki, a wejścia do nich stanowią szczególnie ukształtowane bramy np. Brama Bolechowicka. Najbardziej znana to Dolina Prądnika na terenie Ojcowskiego Parku Narodowego. Krasowość Wyżyny Olkuskiej objawia się także brakiem wód powierzchniowych i zaleganiem wód w podziemnych szczelinach skał, co w szczególnym nasileniu występuje na Płaskowyżu Sułoszowskim.
Na Wzgórzach Rabsztyńskich kuesta jest pofragmentowana, suche doliny rozcinają płaskowyż, wskutek czego wyodrębniają się wzgórza. Płaskowyż Sułoszowski jest falisty, o nachyleniu stoków nie przekraczającym 9%, a na wierzchowinach 2%. Podłoże wapienne pokryte jest tutaj lessem o miąższości do 10 m.
Południowa część Wyżyny Olkuskiej pocięta jest przez doliny potoków na dolinki o przebiegu południkowym, stromych zboczach z licznymi wapiennymi ostańcami. Dolina Prądnika znajduje się po północnej stronie drogi Kraków-Olkusz (DK 94), pozostałe po południowej stronie tej drogi. W kolejności od zachodu na wschód są to: Dolina Miękini, Dolina Eliaszówki, Dolina Racławki, Dolina Szklarki, Dolina Będkowska, Dolina Kobylańska, Dolina Bolechowicka, Dolina Kluczwody:

## Przyroda
Na najcenniejszych przyrodniczo obszarach Doliny Prądnika już w 1956 r. utworzono Ojcowski Park Narodowy. Mimo niewielkiej powierzchni ma jednak bardzo zróżnicowaną szatę roślinną. Rosną w nim lasy liściaste z grabami, dębami i lipami. Występują tu również reliktowe lasy górskie (las jaworowy – Ojców i buczyna karpacka), w dolinach potoków pozostałości łęgów i łąki. na skałach murawy naskalne. W wapiennych skałach Doliny Prądnika występują liczne skały o fantastycznych kształtach, m.in. Maczuga Herkulesa, Pochylce, Igła Deotymy, Brama Krakowska. Duża liczba jaskiń i schronisk powoduje, że bogata jest fauna nietoperzy. Stąd też nietoperz stał się symbolem Ojcowskiego Parku Narodowego. Zagrożeniem dla przyrody OPN są zachodnie wiatry przywiewające z pobliskiego Górnego Śląska zanieczyszczenia przemysłowe. Na dolinach Podkrakowskich utworzono Park Krajobrazowy Dolinki Krakowskie, nad górną częścią Dłubni Dłubniański Park Krajobrazowy. Jest wiele rezerwatów przyrody: „Eliaszówki”, „Dolina Kluczwody”, „Dolina Racławki”, „Dolina Szklarki”, „Michałowiec”, „Wąwóz Bolechowicki”.

## Gospodarka i turystyka
Na obszarze Wyżyny Olkuskiej są 3 miasta: Olkusz, Wolbrom i Skała. Olkusz to średniowieczne miasto górnicze, w którym wydobywano i przetapiano rudy srebra i ołowiu i istniała mennica. Obecnie wydobywa się tutaj rudy cynku znajdujące się w dolomitach z górnego triasu. We wsi Klucze istnieje cementownia i fabryka papieru. W niektórych miejscowościach działają kamieniołomy wydobywające wapienie.
Coraz większe znaczenie odgrywa turystyka. Bogata jest sieć szlaków turystyki pieszej i rowerowej, powstają szlaki turystyki konnej i narciarskiej. Przez tereny wyżyny biegną dwa główne szlaki: Szlak Orlich Gniazd i Szlak Warowni Jurajskich, oraz wiele innych. Zaplecze turystyczne dobrze rozwinięte. Ruch turystyczny skupia się głównie w Dolinie Prądnika i Dolinach Krakowskich. Zwiedzane są m.in. Zamek w Pieskowej Skale oraz ruiny Zamku w Rabsztynie i Zamku w Ojcowie. Turystycznie udostępniono 4 jaskinie: Jaskinia Ciemna, Jaskinia Łokietka, Jaskinia Nietoperzowa i Jaskinia Wierzchowska Górna. Liczne skały, zwłaszcza w Dolinach Podkrakowskich są obiektem wspinaczki skalnej.